# Phyllanthus rouxii
Phyllanthus rouxii là một loài thực vật có hoa trong họ Diệp hạ châu. Loài này được Jean F.Brunel miêu tả khoa học đầu tiên năm 1980 publ. 1981.